# Dvorac Palffy-Erdödy
Dvorac Palffy-Erdödy je višeslojni objekt u mjestu Velika Horvatska, općini Desinić, zaštićeno kulturno dobro.

## Opis dobra
Dvorac Velika Horvatska smješten je na brežuljku sjeverno od doline potoka Horvatske, zapadno od istoimenog naselja. Sagradila ga je obitelj Palffy – Erdödy 1611. g. Neko vrijeme bio je u vlasništvu obitelji Ratkaj, a posljednji vlasnici su bili Ottenfelsi. Izvorno je bio dvoetažan, četverokrilan s dvorištem u sredini, kojeg su s tri strane definirali arkadni nizovi. Nakon rušenja 1913. g. sačuvalo mu se samo istočno krilo. Njegova prostorna organizacija prizemlja i dijelom kata zasniva se na nizanju prostorija prema vanjskom perimetralnom zidu, s dvorišne strane ih prati arkadno rastvoreni hodnik. Pročelje je doživjelo veće preinake. Dvorac je bio okružen prostranim perivojem.

## Zaštita
Pod oznakom Z-2231 zavedena je kao nepokretno kulturno dobro – pojedinačno, pravna statusa zaštićena kulturnog dobra, klasificirano kao "profana graditeljska baština".